# Comayagua
|  | Aquest article tracta sobre el departament. Vegeu-ne altres significats a «Comayagua (ciutat)». |

Comayagua és un dels 18 departaments en què es divideix la República d'Hondures. La creació del departament es va produir el 1825. La capçalera del departament és la ciutat de Comayagua, que fins al 1880 va ser la capital d'Hondures.
El departament té una superfície total de 5.196 km² i el 2005 tenia una població estimada de 390.643 persones. A més compta amb al Base Aèria Soto Cano o "Palmerola", una base militar dels Estats Units

## Història
El departament de Comayagua, el nom del qual significa en lenca "erm abundant d'aigua", és un dels set departaments originals en què es va dividir l'Estat d'Hondures. Aquesta divisió política es va dur a terme el 28 de juny de 1825, sota el govern del Cap d'Estat, Dionisio de Herrera.
En aquella data, al costat de Comayagua es van crear els departaments de Choluteca, Tegucigalpa, Gràcies, Santa Bàrbara, Yoro i Olancho. En la primera divisió política, Comayagua va quedar compost de dos partits, el de Comayagua i el de Goascorán.
En 1834, durant el govern de Joaquín Rivera Bragas el territori hondureny es va reduir de set a quatre departaments (Olancho, Santa Barbara, San Pedro, i Choluteca). Amb aquesta divisió el departament de Comayagua va desaparèixer i va passar a formar part del departament de San Pedro.
En 1869, sota el govern del general José María Medina, Hondures va ser dividida en 11 departaments. Comayagua va reprendre la seva posició departamental, però amb la creació del departament de la Paz aquest es desmembrà de Comayagua. Van passar a formar part de la Pau, "els cercles governatius de la ciutat d'aquest nom, Marcala, Laman, Aguanqueterique i Reitoca, que abans corresponien al de Comayagua."
El 18 de juny de 1877 durant el govern del president, Marco Aurelio Soto es van annexar a Comayagua els pobles de Lamaní i San Sebastián, quedant el nucli de Yarumela en el veí Departament de la Paz.

## Municipis
| Organización territorial del Depto. de Comayagua | Organización territorial del Depto. de Comayagua | Organización territorial del Depto. de Comayagua | Organización territorial del Depto. de Comayagua | Organización territorial del Depto. de Comayagua | Organización territorial del Depto. de Comayagua |
| N.º                                              | Municipi                                         | Superfície (km²)                                 | Població                                         | Mapa administratiu                               |                                                  |
| ------------------------------------------------ | ------------------------------------------------ | ------------------------------------------------ | ------------------------------------------------ | ------------------------------------------------ | ------------------------------------------------ |
| 1.                                               | Comayagua                                        | 831.9                                            | 118,406                                          | Mapa administratiu de Comayagua                  |                                                  |
| 2.                                               | Siguatepeque                                     | 606.5                                            | 60,000                                           | Mapa administratiu de Comayagua                  |                                                  |
| 3.                                               | El Rosario                                       | 281.3                                            | 26,065                                           | Mapa administratiu de Comayagua                  |                                                  |
| 4.                                               | San Jerónimo                                     | 237.4                                            | 21,163                                           | Mapa administratiu de Comayagua                  |                                                  |
| 5.                                               | Esquías                                          | 122.1                                            | 14,380                                           | Mapa administratiu de Comayagua                  |                                                  |
| 6.                                               | La Trinidad                                      | 93.8                                             | 4,654                                            | Mapa administratiu de Comayagua                  |                                                  |
| 7.                                               | Ojo d'Agua                                       | 261.4                                            | 21,163                                           | Mapa administratiu de Comayagua                  |                                                  |
| 8.                                               | San José de Comayagua                            | 111.7                                            | 6,727                                            | Mapa administratiu de Comayagua                  |                                                  |
| 9.                                               | Minas d'Oro                                      | 397.0                                            | 12,571                                           | Mapa administratiu de Comayagua                  |                                                  |
| 10.                                              | San José del Potrero                             | 205.5                                            | 6,039                                            | Mapa administratiu de Comayagua                  |                                                  |
| 11.                                              | San Luís                                         | 122.1                                            | 7,158                                            | Mapa administratiu de Comayagua                  |                                                  |
| 12.                                              | Taulabé                                          | 219.6                                            | 23,362                                           | Mapa administratiu de Comayagua                  |                                                  |
| 13.                                              | Meámbar                                          | 399.0                                            | 12,195                                           | Mapa administratiu de Comayagua                  |                                                  |
| 14.                                              | La Libertad                                      | 315.2                                            | 21,312                                           | Mapa administratiu de Comayagua                  |                                                  |
| 15.                                              | Las Lajas                                        | 95.0                                             | 7,766                                            | Mapa administratiu de Comayagua                  |                                                  |
| 16.                                              | Humuya                                           | 54.7                                             | 1,351                                            | Mapa administratiu de Comayagua                  |                                                  |
| 17.                                              | Ajuterique                                       | 61.9                                             | 11,374                                           | Mapa administratiu de Comayagua                  |                                                  |
| 18.                                              | Lejamaní                                         | 23.9                                             | 5,246                                            | Mapa administratiu de Comayagua                  |                                                  |
| 19.                                              | Lamaní                                           | 303.3                                            | 6,303                                            | Mapa administratiu de Comayagua                  |                                                  |
| 20.                                              | Villa de San Antonio                             | 342.1                                            | 22,516                                           | Mapa administratiu de Comayagua                  |                                                  |
| 21.                                              | San Sebastián                                    | 97.1                                             | 12,195                                           | Mapa administratiu de Comayagua                  |                                                  |

## Diputats
Comayagua té un nombre de 7 diputats representants del poble davant el Congrés Nacional d'Hondures.